# Родригес Семинарио, Мартин
Мартин Родригес Семинарио (исп. Martín Rodríguez Seminario; 2 августа 1871, Памплона — 20 сентября 1961) — испанский органист и композитор.
Окончил музыкальную академию в своём родном городе, работал органистом и преподавателем музыки в иезуитских коллегиумах в городах Каррион-де-лос-Кондес и Хихон. В 1901 году выиграл конкурс на должность титулярного органиста в соборе Святого Северина в Вальмаседе, где и провёл оставшуюся часть жизни. Среди его учеников вальмаседского периода были Луис Уртеага и Луис Ируаррисага.
Автор многочисленных церковных сочинений для хора и органа, в том числе Реквиема, Miserere, трёх месс и др.